# Biblia de Gustavo Vasa
Biblia de Gustavo Vasa es el nombre con el que se conoce comúnmente a la traducción al sueco de la Biblia publicada en 1540-41. El título completo que aparece en la portada es Biblia / Thet är / All then Helgha Scrifft / på Swensko, es decir, "Biblia que contiene todas las Escrituras Sagradas en sueco".
Los autores de la traducción son Laurentius Andreae y los hermanos Olaus y Laurentius Petri, el último de los cuales es considerado como el traductor principal. La obra fue encargada por el rey Gustavo I de Suecia, que en los años 1520 había declarado su independencia del Papa de Roma. Esta traducción se realizó tomando como base la versión alemana de Martín Lutero, no tanto en la lengua como en el tipo de letra y en la tipografía en general (algo que también sucedía con la versión danesa, publicada unos pocos años antes).
Esta Biblia tuvo una gran importancia en la normalización del idioma sueco y en la expansión de su uso escrito, con una ortografía propia, al establecer, por ejemplo, la terminación en -e de los infinitivos en vez de la anterior terminación en -a, más propia del danés, o el uso de las vocales å, ä y ö. En esa obra también se empleaba la grafía th para representar el fonema /ð/, como en idioma inglés, pero esta grafía se abandonó después en favor de d.
Esra traducción, con algunas revisiones, fue prácticamente la única Biblia en sueco hasta 1917. Se reimprimió en facsímil en 1938, pero en la actualidad poca gente es capaz de leerla con facilidad a causa de la ortografía y la tipografía.
- Datos: Q1555509
- Multimedia: Gustav Vasas bibel / Q1555509